# Pescina
Pescina è un comune italiano di 3 653 abitanti della provincia dell'Aquila in Abruzzo. È stato elevato a rango di città con decreto del presidente della Repubblica nel 2001.

## Geografia fisica

### Territorio

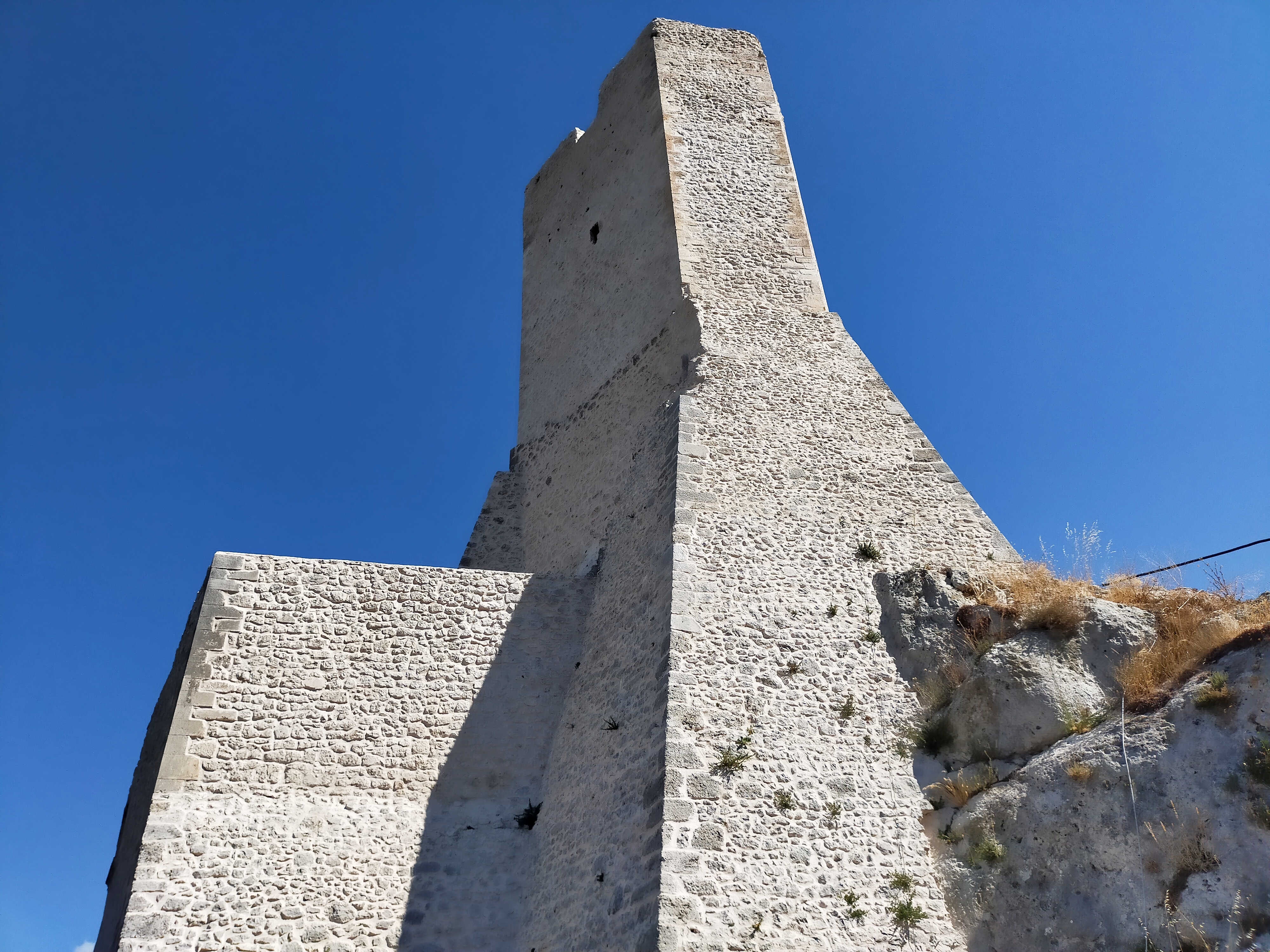
Torre Piccolomini

Il comune marsicano è situato nel settore orientale della piana del Fucino, lungo la valle del Giovenco. Il settore nord-orientale del suo territorio è incluso nell'area protetta del parco naturale regionale Sirente-Velino, mentre il versante sud-est ricade nell'area di delimitazione esterna del parco nazionale d'Abruzzo, Lazio e Molise. Pescina confina con i territori comunali di Castelvecchio Subequo, Celano, Collarmele, Gioia dei Marsi, Ortona dei Marsi, Ortucchio, Ovindoli, San Benedetto dei Marsi e Trasacco.

### Clima
Affacciata a est della piana del Fucino, Pescina presenta un clima montano mediterraneo. Le temperature medie, nel mese più freddo (gennaio), si aggirano sui 2,5 °C e, in quello più caldo (luglio), sui 22,9 °C.
Le precipitazioni sono relativamente abbondanti (circa 820 mm annui) e concentrate soprattutto nel tardo autunno. In pieno inverno la neve cade quasi sempre in maniera abbondante.

## Origini del nome
Sull'origine del toponimo Pescina non ci sono certezze. Tra le diverse ipotesi formulate le più attendibili farebbero derivare il nome della cittadina dalla morfologia del territorio in cui è presente un piccolo bacino di raccolta delle acque del fiume Giovenco; oppure dall'attività piscatoria degli abitanti del luogo.

## Storia

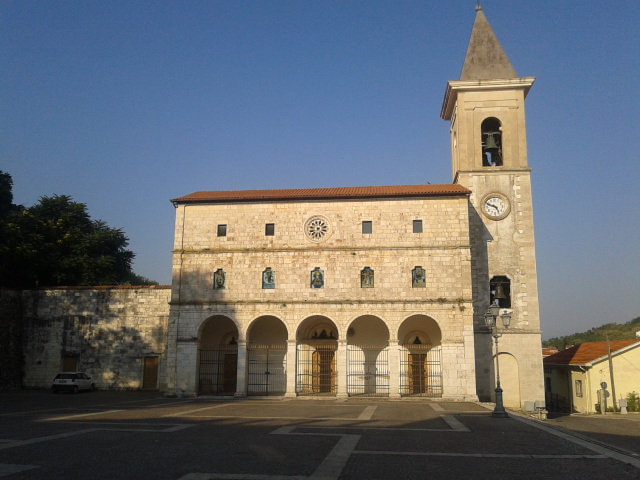
Basilica di Santa Maria delle Grazie

### Origini
La grotta Tronci e il riparo Maurizio, situati in località Rupe di Cardito, fanno risalire la presenza dell'uomo in modo continuativo al Paleolitico superiore e al Mesolitico. Nel VI secolo a.C. anche qui giunsero le popolazioni del ramo umbro-sabellici che, unendosi con gli indigeni, formarono il popolo italico dei Marsi. Questi saranno al centro di numerose vicende storiche in epoca imperiale, prima fra tutte la guerra sociale detta anche "guerra Marsica" che fu combattuta contro Roma per il riconoscimento della cittadinanza e dei diritti ad essa connessi.
Condottiero dei Marsi e dei popoli italici fu Quinto Poppedio Silone originario dell'area del Giovenco, dal quale lo scrittore Ignazio Silone, al secolo Secondino Tranquilli, acquisì lo pseudonimo "Silone".

### Medioevo
Incluso nel gastaldato longobardo controllato dal ducato di Spoleto e, dalla seconda metà del IX secolo, nella contea dei Marsi il monastero di Santa Maria in Apinianico (S. Maria in Apinianici) di Pescina fu scelto presumibilmente come corte comitale in affiancamento alla principale sede feudale della Civitas Marsicana, situata presso l'antico foro romano di Marruvium.
Fin dall'alto medioevo il centro marsicano era considerato uno dei luoghi religiosi più importanti del territorio.
A Pescina San Francesco d'Assisi diffuse il suo ordine, mentre nella limitrofa San Benedetto operava quello benedettino, tanto che a pochi chilometri di distanza erano presenti entrambi gli ordini monastici. La prima presenza a Pescina del santo di Assisi risulterebbe nell'inverno tra il 1215 e il 1216, quando soggiornò nella vicina San Benedetto dei Marsi dove dormiva, insieme con i poveri, in una località chiamata "Luogo" (in dialetto locale "i loche"), nei pressi dell'anfiteatro di Marruvium. Un successivo viaggio nella Marsica, a Pescina, Celano e San Benedetto dei Marsi, ci sarebbe stato con ogni probabilità tra il 1219 ed il 1222. Di sicuro nel 1225 a Pescina venne fondato il convento accanto alla chiesa di Santa Maria Annunziata, l'edificio di culto che venne dedicato prima a San Francesco e successivamente a Sant'Antonio di Padova.

### Età moderna
Nel 1580 il vescovo dei Marsi, Monsignor Matteo Colli, trasferì a Pescina la sede della diocesi dei Marsi dalla vicina e decadente cattedrale di Santa Sabina. La bolla In suprema dignitatis di papa Gregorio XIII determinò con "regio consenso" lo spostamento della cattedrale e della sede vescovile presso la chiesa di Santa Maria delle Grazie, alla quale nel 1613 papa Clemente VIII riconobbe in via ufficiale il titolo di cattedrale.
Nel maggio del 1631 la diocesi marsicana vi collocò dalla chiesa di San Berardo le reliquie di Berardo dei Marsi.

### Età contemporanea
Alcuni anni dopo il terremoto del 1915, il 16 gennaio 1924, con la bolla Quo aptius di Papa Pio XI la sede vescovile, nonostante le accese polemiche, fu trasferita da Pescina ad Avezzano. La chiesa madre di Pescina, già fregiata del titolo di concattedrale, nel 2016 è stata elevata a dignità di basilica.

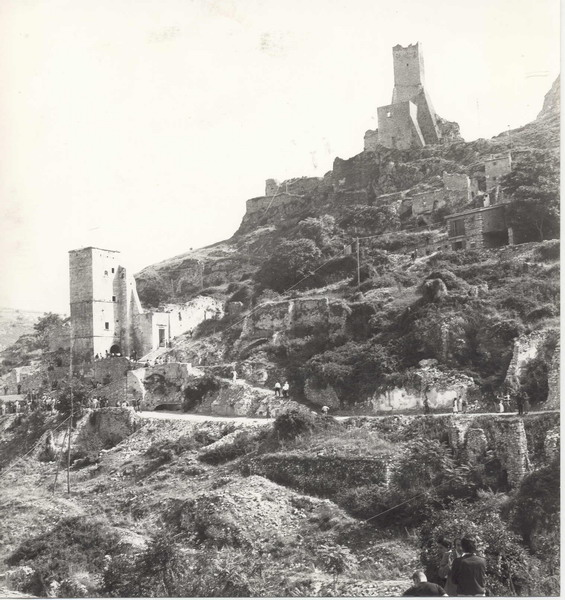
Torre Piccolomini e chiesa di San Berardo dopo il terremoto del 1915

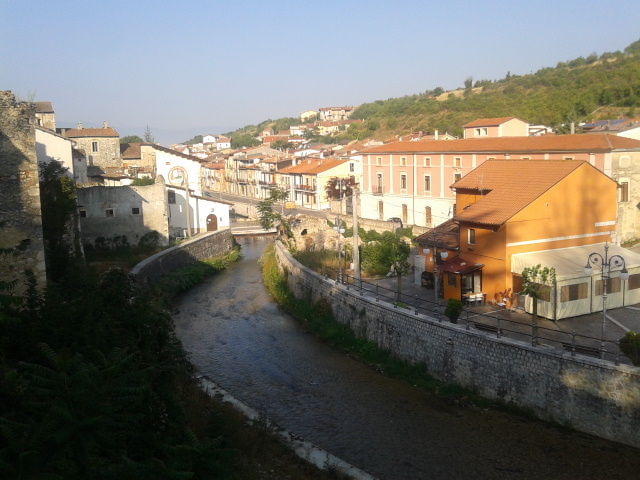
Il fiume Giovenco a Pescina

Il terremoto del 13 gennaio 1915 fu un drammatico evento sismico che colpì l'intera area marsicana e le limitrofe province dell'Italia centrale. Classificato come uno dei terremoti più catastrofici avvenuti sul territorio italiano, causò 30 519 morti (secondo i dati del servizio sismico nazionale) su un totale di circa 120 000 persone residenti nelle aree colpite. Avvenne alle ore 07:52:48 raggiungendo l'undicesimo grado della scala Mercalli (magnitudo 7.0 scala Richter). Nei successivi mesi ci furono circa 1 000 repliche, mentre la scossa principale fu avvertita distintamente in un'ampia area dell'Italia centrale.
Pescina venne completamente rasa al suolo, la percentuale della popolazione perita sotto le macerie fu altissima. Circa 5 000 su un totale di 6 000 abitanti, i pochissimi sopravvissuti (in parte gravemente feriti) rimasero senza casa poiché tutti gli edifici crollarono su sé stessi. Il terremoto isolò completamente la zona e la notizia del disastro fu segnalata, complici i rudimentali mezzi di comunicazione dell'epoca, solamente nel tardo pomeriggio. I soccorsi, partiti a tarda sera del 13 gennaio, arrivarono il giorno dopo a causa dell'impraticabilità delle strade causata da frane e macerie.
L'evento sismico mise in evidenza l'impreparazione e, in parte, l'impotenza dello Stato, rispetto a una calamità di tale portata. Erminio Sipari, deputato eletto nel collegio di Pescina, portò la protesta per quelle vittime che, se soccorse con immediatezza, probabilmente si sarebbero potute salvare.
Nell'estate del 1914, inoltre, ebbe inizio la Grande guerra, ciò influì pesantemente sulla permanenza dell'esercito nella regione colpita. I reparti impegnati, infatti, furono presto chiamati al fronte.
Il terremoto del 1915 interessò un settore della catena appenninica per lungo tempo caratterizzato da una sismicità poco significativa.
Il giudizio era basato sul fatto che prima del 1915 non vi erano stati, a memoria d'uomo, terremoti così disastrosi.
Il paese, come gran parte dei centri marsicani, ha saputo rialzarsi dopo quella indicibile calamità.
Nel 1945, 30 anni dopo il sisma, la popolosa frazione di San Benedetto dei Marsi divenne un comune autonomo della Marsica.
Nei primi anni della seconda guerra mondiale, tra il 1940 e 1943, Pescina fu uno dei comuni dell'Abruzzo a essere designato dalle autorità fasciste come luogo di internamento civile per profughi ebrei stranieri presenti in Italia. Gli internati furono 18, uno dei gruppi più numerosi nella provincia dell'Aquila.

### Simboli
Lo stemma e il gonfalone sono stati concessi con decreto del presidente della Repubblica del 25 ottobre 2000.
Il gonfalone è un drappo di rosso.

### Onorificenze
Il comune di Pescina si fregia del titolo di città.

## Monumenti e luoghi d'interesse

### Architetture religiose

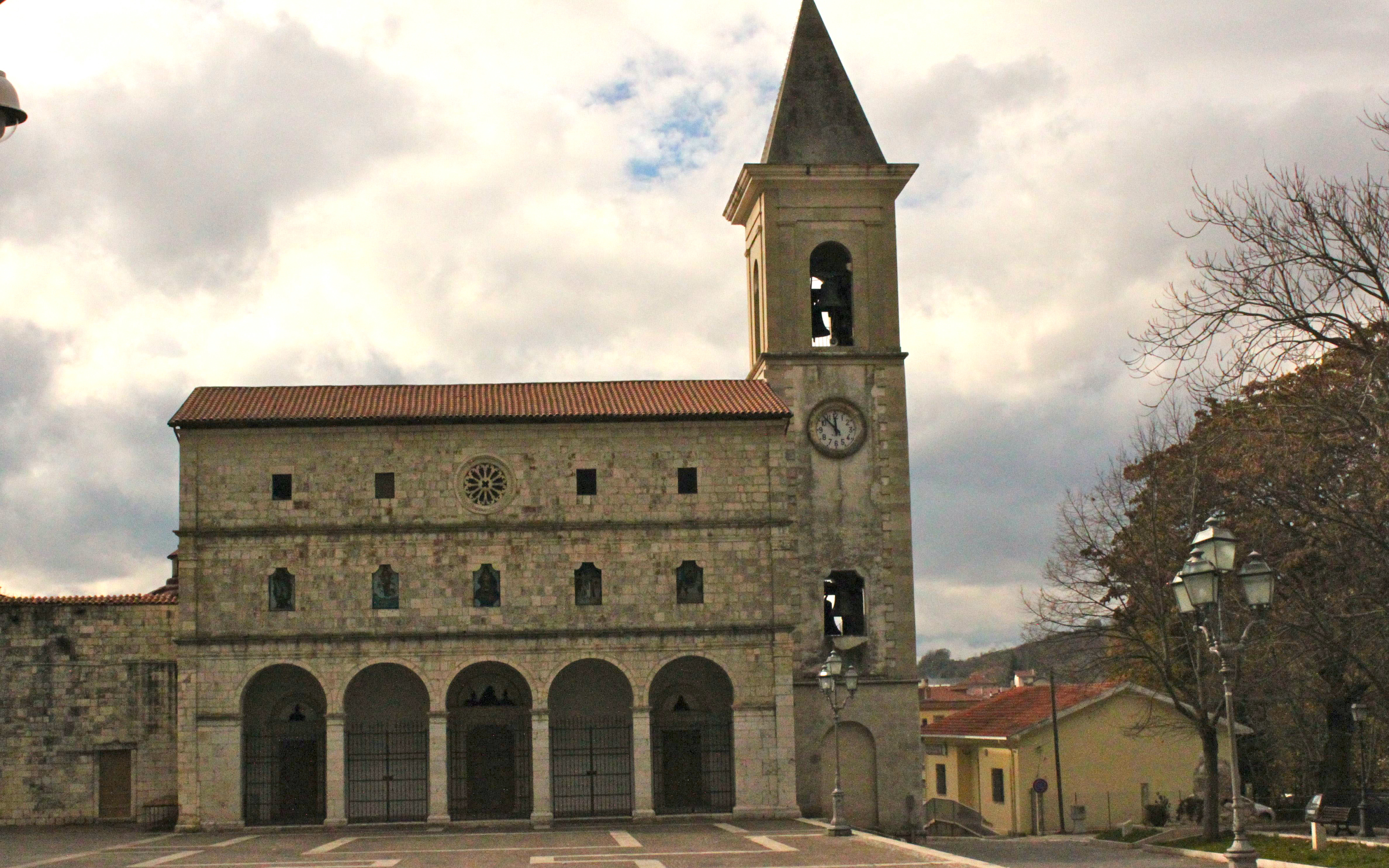
Basilica di Santa Maria delle grazie

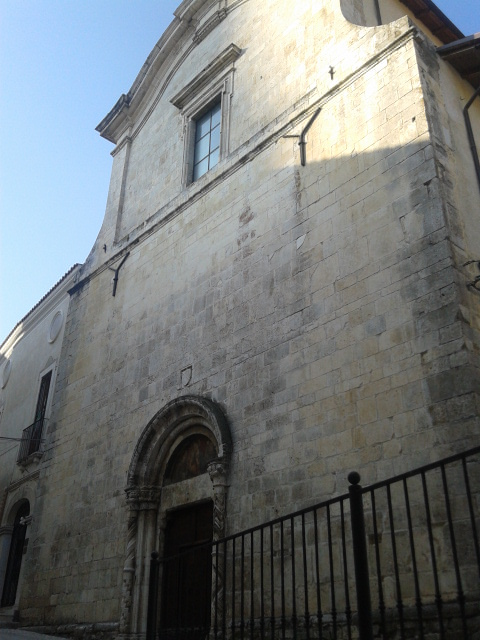
Facciata della chiesa di Sant'Antonio

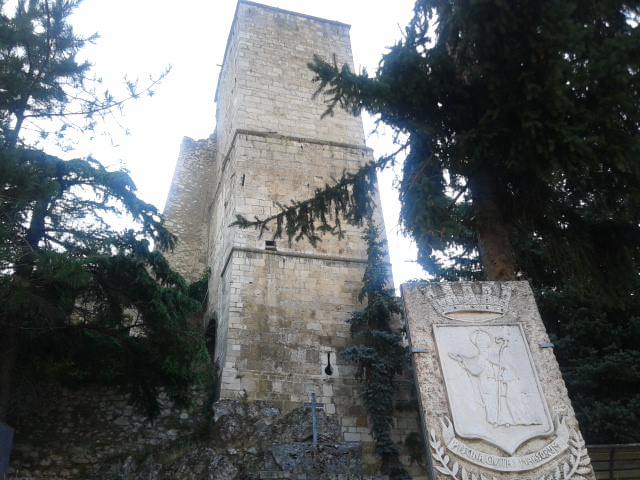
Torre di San Berardo

Basilica di Santa Maria delle GrazieRisalente al XVI secolo è stata la chiesa madre della diocesi dei Marsi. I lavori di costruzione della nuova cattedrale marsicana si sono protratti dal 1579 al 1596, mentre il trasferimento della diocesi dalla chiesa di Santa Sabina avvenne ufficialmente già nel 1580. Ospita nella cappella della navata laterale sinistra le reliquie di san Berardo. La chiesa nonostante i danni subiti a causa del sisma del 1915 e dei bombardamenti del 1944 si presenta con elegante facciata, porticato con arcate su pilastri ed imponente campanile.
Chiesa di Sant'Antonio di PadovaIn origine dedicata a Santa Maria Annunziata, con ogni probabilità risalente ad un periodo antecedente al 1200. Nella sua visita a Pescina san Francesco d'Assisi fece edificare l'annesso convento, soppresso tra il 1863 ed il 1872. I restauri in stile barocco furono effettuati da Giovanni Artusi Canale tra il 1640 e il 1648. I contestati lavori di restauro effettuati tra il 1967 ed il 1971 portarono alla distruzione dell'oratorio, del pavimento in marmo originale, delle canne settecentesche dell'organo a canne ed anche la dispersione del materiale di archivio. Sono visibili il coro barocco, gli interni con alcune preziose incisioni e dipinti e la parte rimanente dell'organo.
Chiesa di San BerardoLa chiesa abbattuta nel 1954 inglobò la struttura militare della torre medievale. Danneggiata gravemente dal sisma del 1915 la torre, utilizzata come campanile, è integra. Sotto di essa è collocata la tomba dello scrittore Ignazio Silone.
- Chiesa di San Giuseppe, custodisce la tomba della serva di Dio, Santina Campana.[26]
- Chiesetta della Madonna del Carmine.
- Ruderi della chiesa di San Nicola.
- Chiesa di Santa Maria del Carmine a Venere.
- Santuario della Madonna del Buon Consiglio a Venere.[27][28]

### Architetture civili

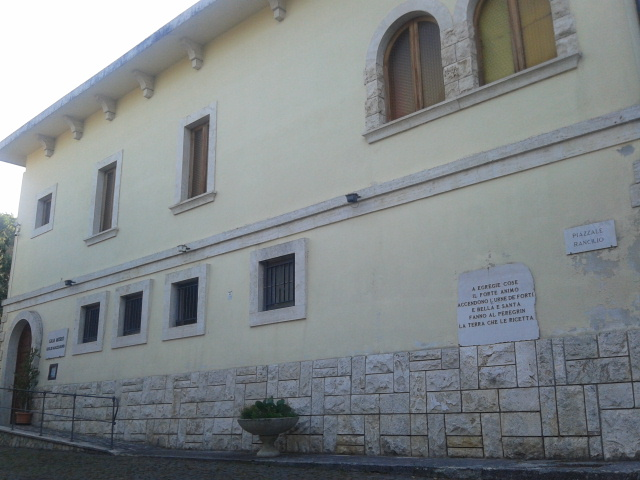
Casa natale di Giulio Mazzarino, ospita dal 1972 l'omonima casa museo

Teatro San FrancescoLa struttura ospita le iniziative di carattere culturale che si svolgono a Pescina. L'edificio, situato nella parte più antica della città, ospita il centro studi siloniano, la sala teatrale e la sala convegni. La struttura, restaurata a cominciare dal 1980 su progetto dell'architetto Carlo Scoccia è dotata di una capienza di oltre 200 posti a sedere. Nel cortile del palazzo si trova la scultura realizzata nel 1980 da Pietro Cascella, Monumento a tutti i giorni, omaggio a Vino e pane di Ignazio Silone.
Casa natale di Giulio MazzarinoEdificio ricostruito negli anni settanta, situato non distante dalla torre di San Berardo. Ospita la casa museo inaugurata nel 1972, dedicata al cardinale.
Casa natale di Ignazio SiloneL'edificio, ampiamente ristrutturato nel 2020, è situato nella parte più alta del borgo antico. Ospita dal 2021 la casa museo Ignazio Silone.
Ponte della VallePonte ferroviario realizzato nel 1885 lungo la ferrovia Roma-Pescara.
- Edificio scolastico "Angelica Sgobbo Sipari".

### Architetture militari

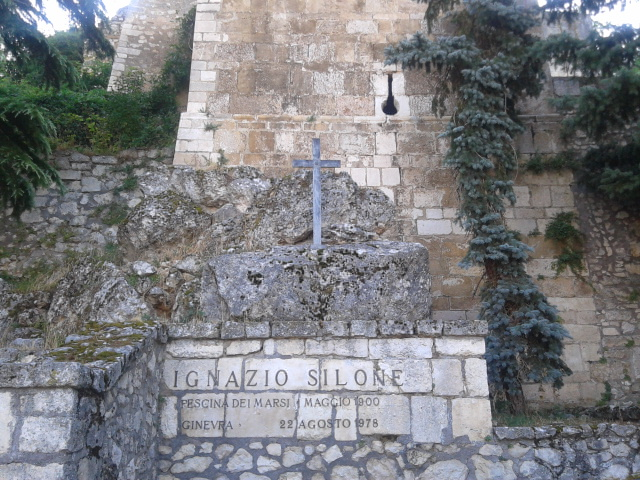
Tomba di Ignazio Silone

(Ignazio Silone)
Torre PiccolominiCircondata dai resti del recinto fortificato del castello Piccolomini che fu di Ugo del Balzo, la torre pentagonale era nota nel medioevo con il nome di Rocca Vecchia.
Torre di San BerardoAlla base si trova la tomba di Ignazio Silone. La torre fu utilizzata come campanile dell'omonima chiesa che inglobò la parte bassa del complesso militare. Fu gravemente danneggiata dal terremoto della Marsica del 1915.
Torre medievale di VenereLa torre di avvistamento è risalente al XIII secolo.

### Altro

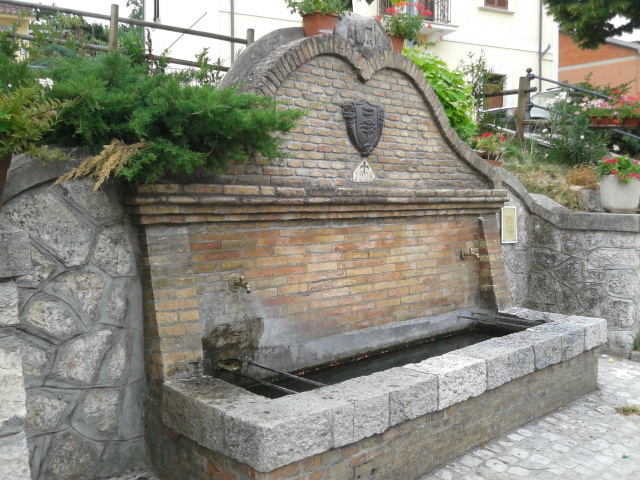
Il "fontanile di Fontamara"

Lungo la strada statale 83 Marsicana, nel tratto che attraversa l'abitato di Pescina, c'è il fontanile che, secondo molti, avrebbe ispirato lo scrittore per il titolo del suo romanzo Fontamara, e di cui fa menzione nei suoi scritti.
(Ignazio Silone)

### Siti archeologici
Reperti archeologici di vario genere e porzioni di tombe e mura ciclopiche sono tornate alla luce nelle località di Ansano, Vezzano (o Vezziano), Pretiolo, Villarea, Cornavino, Apianinico (Apinianici), Pactiano, Leone, Geno, Atrano e Castelrotto che alcuni storici hanno identificato nei casali posti intorno all'antica città marsa di Plestinia.
Grotta TronciCome in altre cavità situate lungo le alture e alla base delle montagne che lambiscono il Fucino, anche qui, in località Rupe di Cardito, alle porte di Venere, a seguito di operazioni di studio, scavo e ricerca sono tornati alla luce innumerevoli reperti di varia natura. Dai più disparati strumenti ai ciottoli con incisioni e dalle schegge ai frammenti di ossa animali. Questi rinvenimenti farebbero risalire la presenza e lo stanziamento continuativo dell'uomo in questi luoghi già a partire dal periodo del paleolitico superiore, circa 18 000 anni fa. Non distante si trova la piccola cavità denominata Riparo Maurizio.

### Aree naturali
Sentiero SilonePercorso escursionistico, connesso al parco letterario dedicato a Ignazio Silone, che ripercorre i luoghi autentici che lo scrittore ha descritto nelle sue opere. L'itinerario è stato ideato nel 2014 e inaugurato un anno dopo. Nel 2024 è stato parzialmente modificato il tracciato che oscilla tra i 700 e i 1 000 m s.l.m.
Valle del Giovenco e laghetto del GiovencoLa valle è attraversata da un percorso ciclopedonale; lungo il corso del fiume, uno sbarramento artificiale dà luogo a un piccolo lago.
- Parco naturale regionale Sirente-Velino.
- Piana del Fucino.

## Società

### Evoluzione demografica
Abitanti censiti

### Etnie e minoranze straniere
I cittadini stranieri residenti a Pescina rilevati dall'Istat al 31 dicembre 2020 erano 360, pari circa al 9% della popolazione residente.

### Tradizioni e folclore

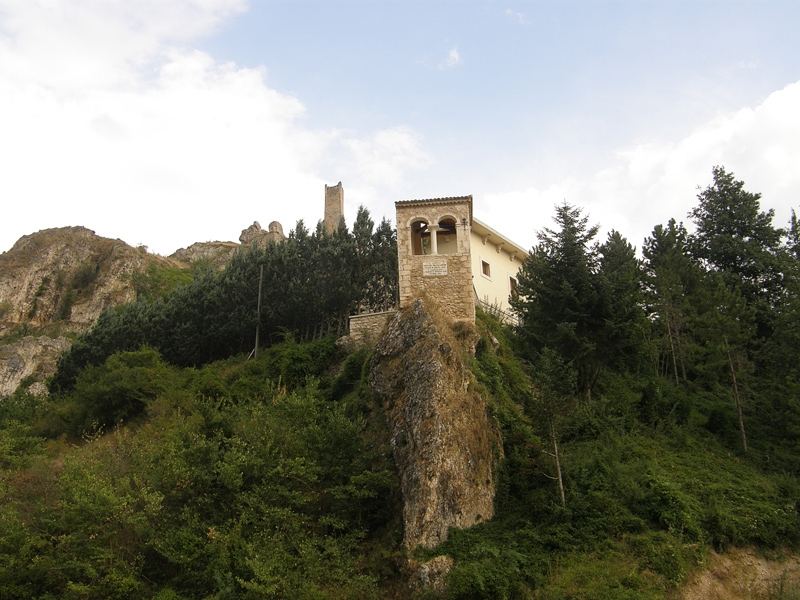
Loggetta della casa natale di Giulio Mazzarino

Il 2 maggio di ogni anno si celebra la festa patronale in onore di san Berardo, patrono del comune di Pescina. Il 3 novembre, in occasione delle commemorazioni della morte del santo patrono, i fedeli si recano in pellegrinaggio a Colli di Monte Bove, paese natale di san Berardo.

## Cultura

### Musei

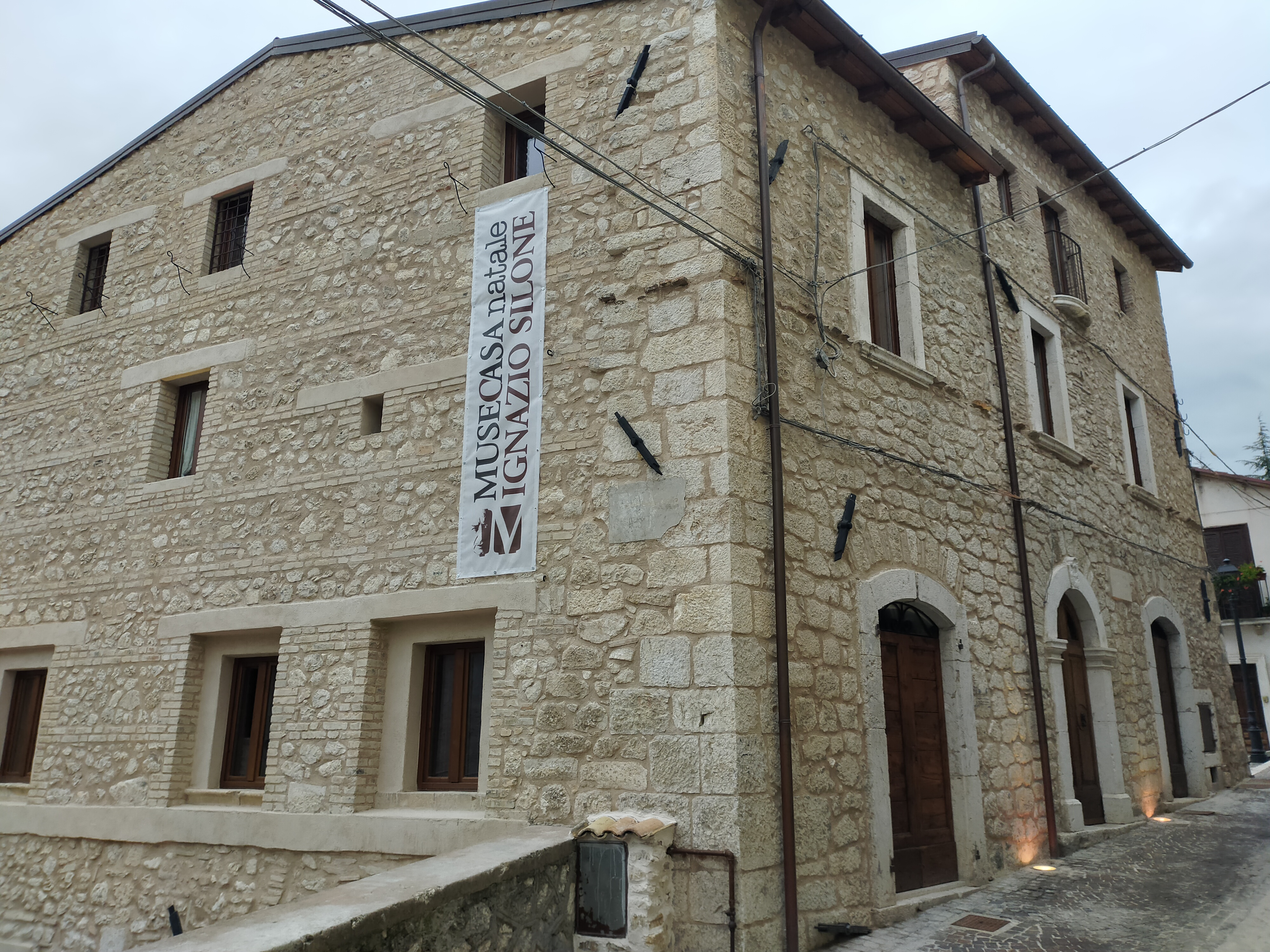
Casa museo Ignazio Silone

Casa museo Ignazio SiloneIl museo letterario è stato ospitato nei locali dell'ex convento dei frati minori conventuali adiacente alla chiesa di Sant'Antonio. Nel 2021 lo spazio museale è stato riallestito nella casa natale dello scrittore. Qui sono conservati diversi documenti e alcune edizioni originali delle opere di Ignazio Silone oltre alla biblioteca privata dello scrittore, dono della moglie Darina Laracy.
Casa museo MazzarinoOspitata in una palazzina è situata nella parte bassa della fortificazione, costruita negli anni settanta per volere dell'ingegnere Gervaso Rancilio. Presenta una ricca biblioteca, documenti e volumi sulla vita di Giulio Mazzarino, principale ministro del regno di Luigi XIV di Francia.

### Cinema
Nella parte più antica del borgo di Pescina nel 1979 fu girato il film Fontamara del regista Carlo Lizzani con Michele Placido protagonista, tratto dall'omonimo romanzo di Ignazio Silone.

### Eventi
Premio Ignazio Silone per la culturaPremio internazionale istituito nel 1988 a dieci anni dalla morte dell'omonimo scrittore. Tre le sezioni: arti visive che comprende il cinema, la pittura, la scultura, la scenografia e la fotografia; musica per la composizione, la direzione d'orchestra e la concertistica; scrittura con i riconoscimenti per la letteratura, il giornalismo, la poesia, la saggistica e la drammaturgia.

## Geografia antropica
Secondo lo statuto comunale il territorio è composto da tre agglomerati storicamente riconosciuti dalla comunità: Pescina, Cardito e Venere. Un'altra località presente nel territorio comunale è Villaggio San Berardo.

## Economia

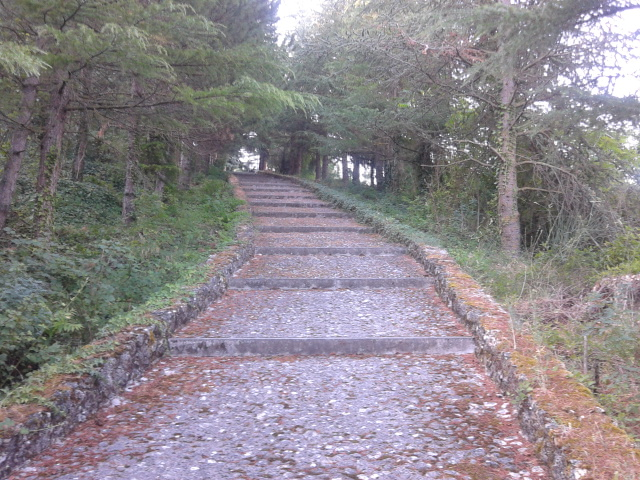
Viale pedonale verso le torri di San Berardo e Piccolomini

### Agricoltura
Agricoltura ed allevamento sono fonti importanti dell'economia pescinese. Numerose aziende agricole si distinguono per la qualità degli ortaggi: dalle rinomate patate del Fucino, riconosciute dal 2014 con il marchio di qualità IGP, alle carote ed ogni genere di prodotto orticolo. Come per molti altri centri della Valle del Giovenco e della Marsica anche qui le carni ovine e quelle bovine sono prodotti tipici.

### Artigianato
Nella parte bassa di Pescina si trova l'area artigianale. Ospita strutture produttive della piccola industria, dell'artigianato e del commercio.

### Turismo
Pescina fa parte dell'associazione nazionale Borghi autentici d'Italia. I luoghi narrati nelle opere di Ignazio Silone sono da sempre un richiamo per il cosiddetto turismo culturale, insieme ai musei, al teatro e alle chiese presenti nella cittadina.
Da Pescina, inoltre, si raggiungono con facilità i numerosi sentieri naturalistici di cui è ricca la Valle del Giovenco e l'area del parco Sirente-Velino. Il percorso ciclo pedonale del Giovenco la collega ai comuni della valle salendo accanto al letto del fiume e toccando le aree dell'antica Milonia (situata nei pressi di Rivoli di Ortona dei Marsi) e le altre località del parco nazionale d'Abruzzo, Lazio e Molise di cui Pescina è la "prima porta" lungo l'autostrada A25.

## Infrastrutture e trasporti

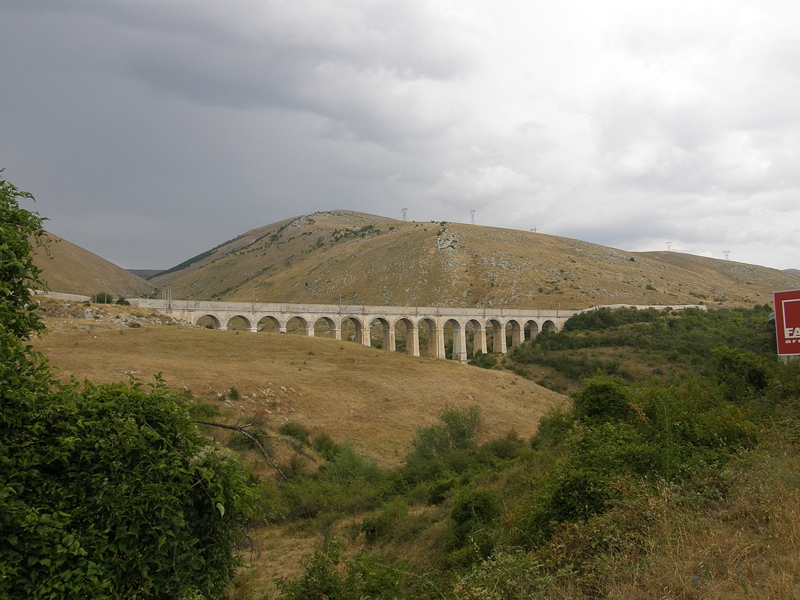
Il ponte ferroviario della Valle

### Strade
Pescina è servita dall'autostrada A 25 Roma-Torano-Pescara con l'omonimo casello situato a monte del paese.
La strada statale 83 Marsicana collega Pescina a Pescasseroli e alle altre località del parco nazionale d'Abruzzo, Lazio e Molise, in direzione sud, mentre in direzione nord ovest alla vicina Collarmele, il cui territorio è attraversato dalla strada statale 5 Via Tiburtina Valeria che collega Roma con Pescara.

### Ferrovie
La stazione di Pescina si trova a qualche chilometro dal centro della cittadina ed è ubicata lungo la ferrovia Roma-Sulmona-Pescara.

## Amministrazione

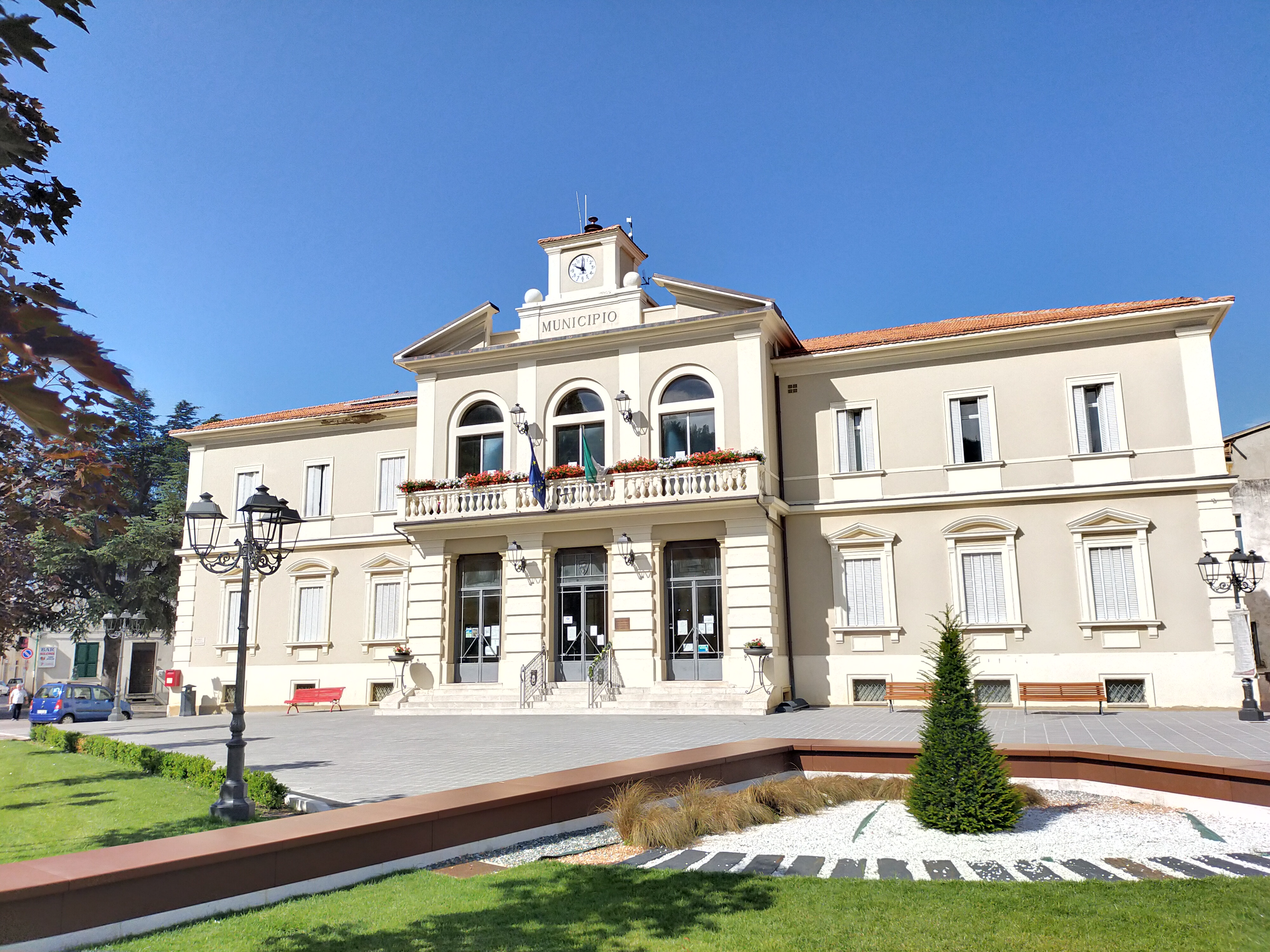
Palazzo municipale di Pescina

Sul sito del Ministero dell'interno sono disponibili i dati di tutte le elezioni amministrative di Pescina dal 1985 ad oggi.
| Periodo           | Periodo           | Primo cittadino     | Partito                              | Carica      | Note   |
| ----------------- | ----------------- | ------------------- | ------------------------------------ | ----------- | ------ |
| 6 giugno 1993     | 26 aprile 1997    | Vincenzo Parisse    | PDS                                  | Sindaco     |        |
| 27 aprile 1997    | 12 maggio 2001    | Gregorio Toccarelli | liste civiche di centro-sinistra     | Sindaco     |        |
| 13 maggio 2001    | 28 maggio 2006    | Gregorio Toccarelli | liste civiche di centro-sinistra     | Sindaco     |        |
| 29 maggio 2006    | 15 maggio 2011    | Maurizio Radichetti | liste civiche di centro-destra       | Sindaco     |        |
| 16 maggio 2011    | 29 settembre 2014 | Maurizio Di Nicola  | lista civica Libertà e orgoglio      | Sindaco     | [ 55 ] |
| 30 settembre 2014 | 30 maggio 2015    | Antonio Iulianella  |                                      | Vicesindaco |        |
| 31 maggio 2015    | 21 settembre 2020 | Stefano Iulianella  | lista civica Città e futuro          | Sindaco     |        |
| 22 settembre 2020 | in carica         | Mirko Zauri         | lista civica Progetto Pescina Venere | Sindaco     |        |

### Gemellaggi
Pescina è gemellata dal 1996 con l'VIII quartiere Józsefváros di Budapest.

### Altre informazioni amministrative
Il comune ha ospitato la sede della Comunità montana Valle del Giovenco che in seguito alla riforma regionale sul riordino delle comunità montane abruzzesi è confluita nell'Unione dei comuni Montagna Marsicana con sede ad Avezzano.
Pescina ospita la sede del Giudice di pace.

## Sport

### Calcio
Dal 2005 al 2010 il calcio cittadino è stato rappresentato dal Pescina Valle del Giovenco, società che nel 2009 ha raggiunto la storica promozione in Lega Pro Prima Divisione, dove ha militato nella stagione 2009-10, prima di essere radiata per motivi finanziari. La principale squadra di calcio della città è l'A.S.D. Pescina 1950 Calcio che milita nei tornei dilettantistici abruzzesi. Gioca le gare casalinghe allo stadio "Alfredo Barbati". I colori sociali sono il bianco e l'azzurro.

### Pesca sportiva
Presso il laghetto di Pescina, la sezione Aics del circolo pesca Fabrizio di Nino - Valle del Giovenco organizza spesso manifestazioni e gare riservate agli amanti di questa pratica sportiva. Le attività sono regolamentate da apposite leggi regionali con il fine di incrementare il patrimonio ittico del Giovenco, attraverso la pulizia dei corsi d'acqua e l'immissione dei pesci, in particolare della trota fario.